# أكاديمية مهد الرياضية
أكاديمية مهد الرياضية هي أكاديمية رياضية سعودية، أنشئت بقرار مجلس الوزراء الصادر في 15 يونيو 2021م الموافق 5 ذو القعدة 1442هـ، تعنى بتنمية المواهب الرياضية وتطويرها في كافة مناطق المملكة العربية السعودية في الألعاب الفردية والجماعية، وتهدف لتصدير المعارف والمنهجيات الفنية للفئات السنية، بدءًا من 6 أعوام، بهدف صناعة أجيال من الأبطال الرياضيين، وتحقيق الإنجازات الرياضية على المستوى الوطني والإقليمي والقاري.